# Recreatiepark Taesongsan
Het recreatiepark Taesongsan (Koreaans: 대성산유원지) is een attractiepark in Taesong-guyok, nabij Pyongyang, de hoofdstad van Noord-Korea. Het park werd geopend in oktober 1977 als het eerste attractiepark in Noord-Korea en ligt aan de voet van de berg Taesongsan. Het park is 180.000 m² groot en beschikt over 16 attracties, waarvan twee achtbanen. Volgens de Korean Central News Agency, het persbureau dat eigendom is van de staat, zou het park jaarlijks meer dan 1.000.000 bezoekers verwelkomen.
Het park is gelegen naast de Koreaanse centrale dierentuin en het Ragwon station van de metro van Pyongyang.
De meeste attracties in het park werden geleverd door de Japanse fabrikant Meisho Amusement Machines.

## Achtbanen
| Naam            | Type         | Fabrikant                 | Opening | Opmerking                                                          |
| --------------- | ------------ | ------------------------- | ------- | ------------------------------------------------------------------ |
| Kwansong Tancha | Jungle Mouse | Meisho Amusement Machines | 1977    |                                                                    |
| Kwansong Yolcha | Onbekend     | Meisho Amusement Machines | 1977    | In 2007 gesloten na overstromingsschade, heropend in oktober 2012. |

## Galerij

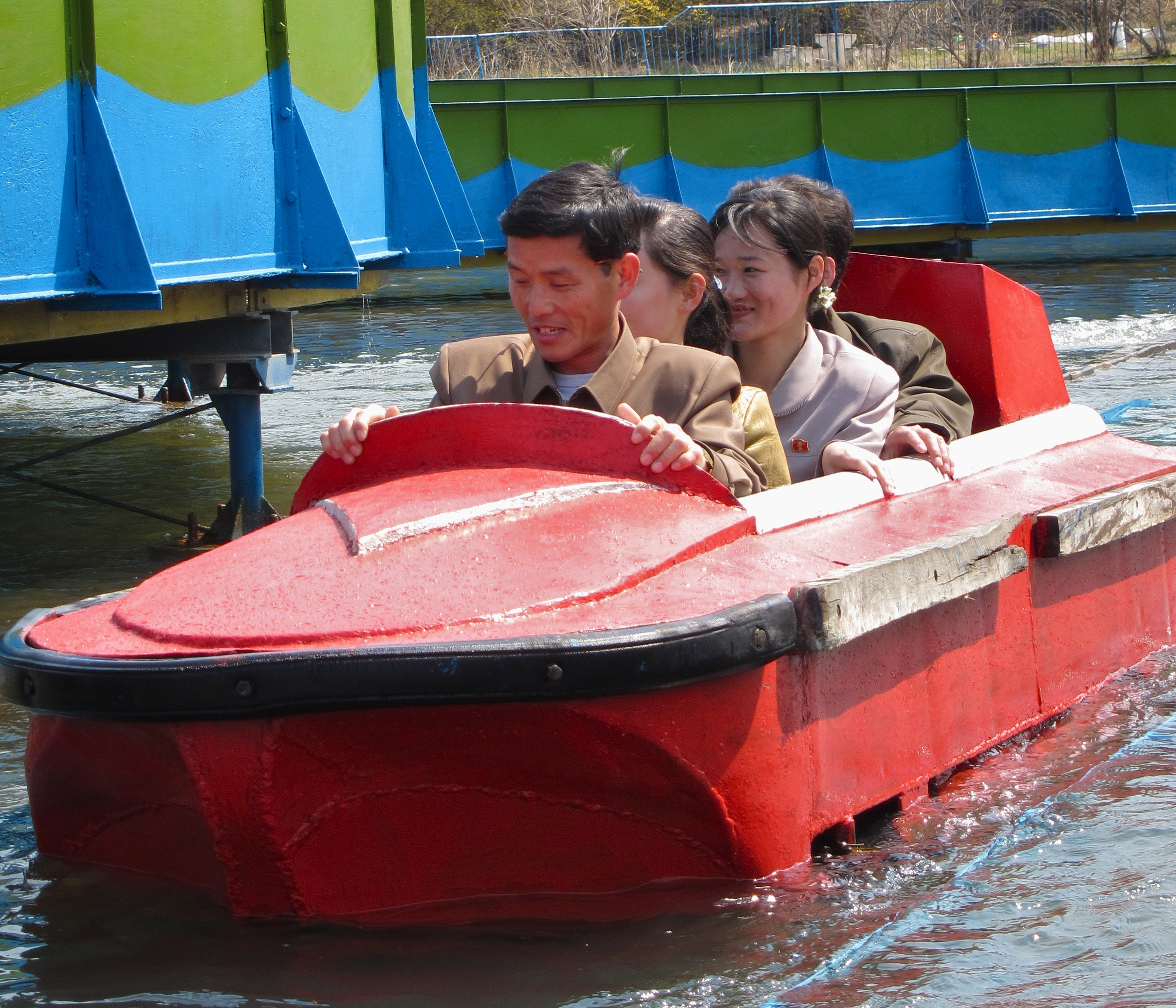
Een boomstamattractie.
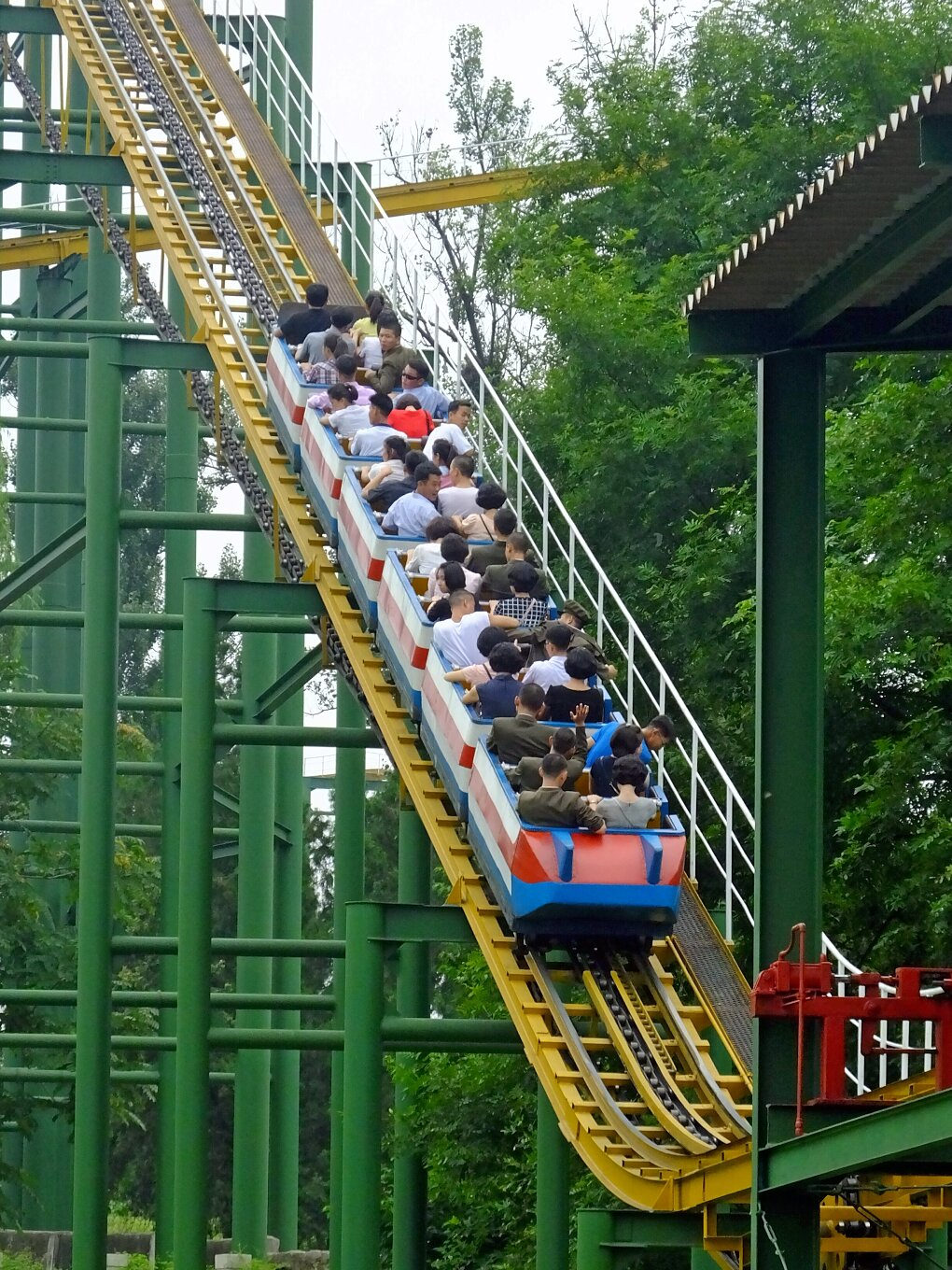
De trein van Kwansong Yolcha op de lift.
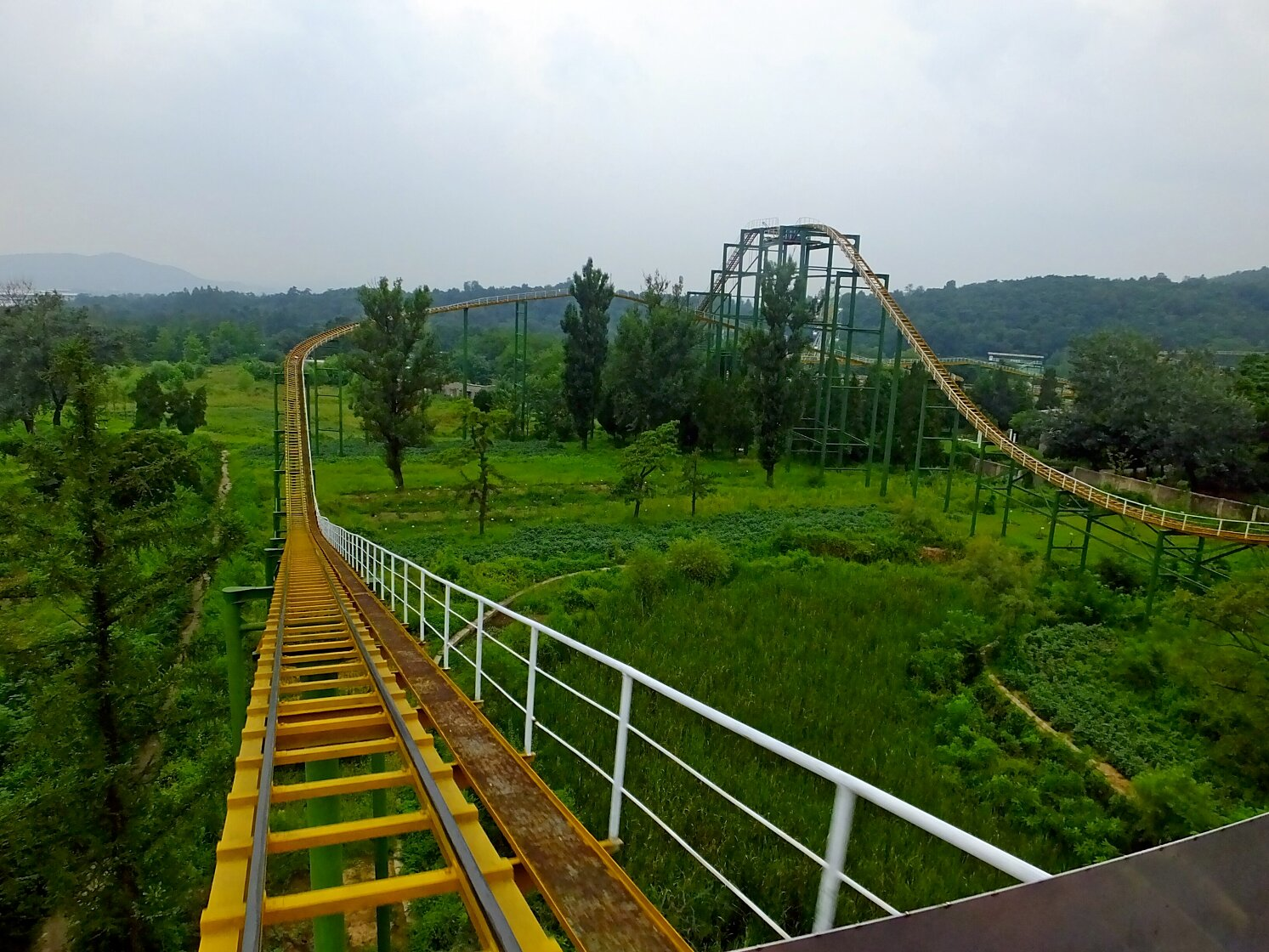
Een deel van het traject van Kwansong Yolcha.
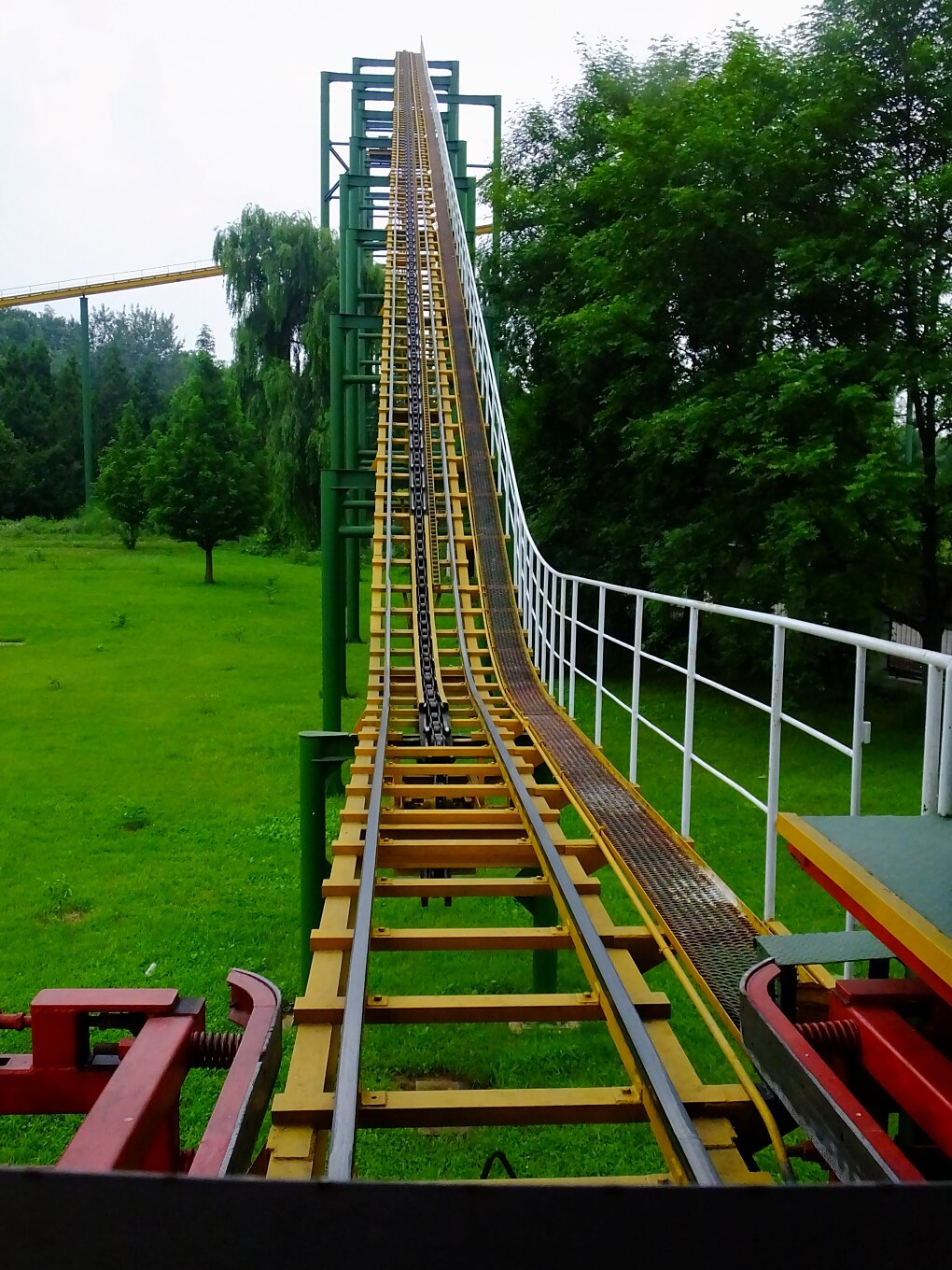
De lift van Kwansong Yolcha.
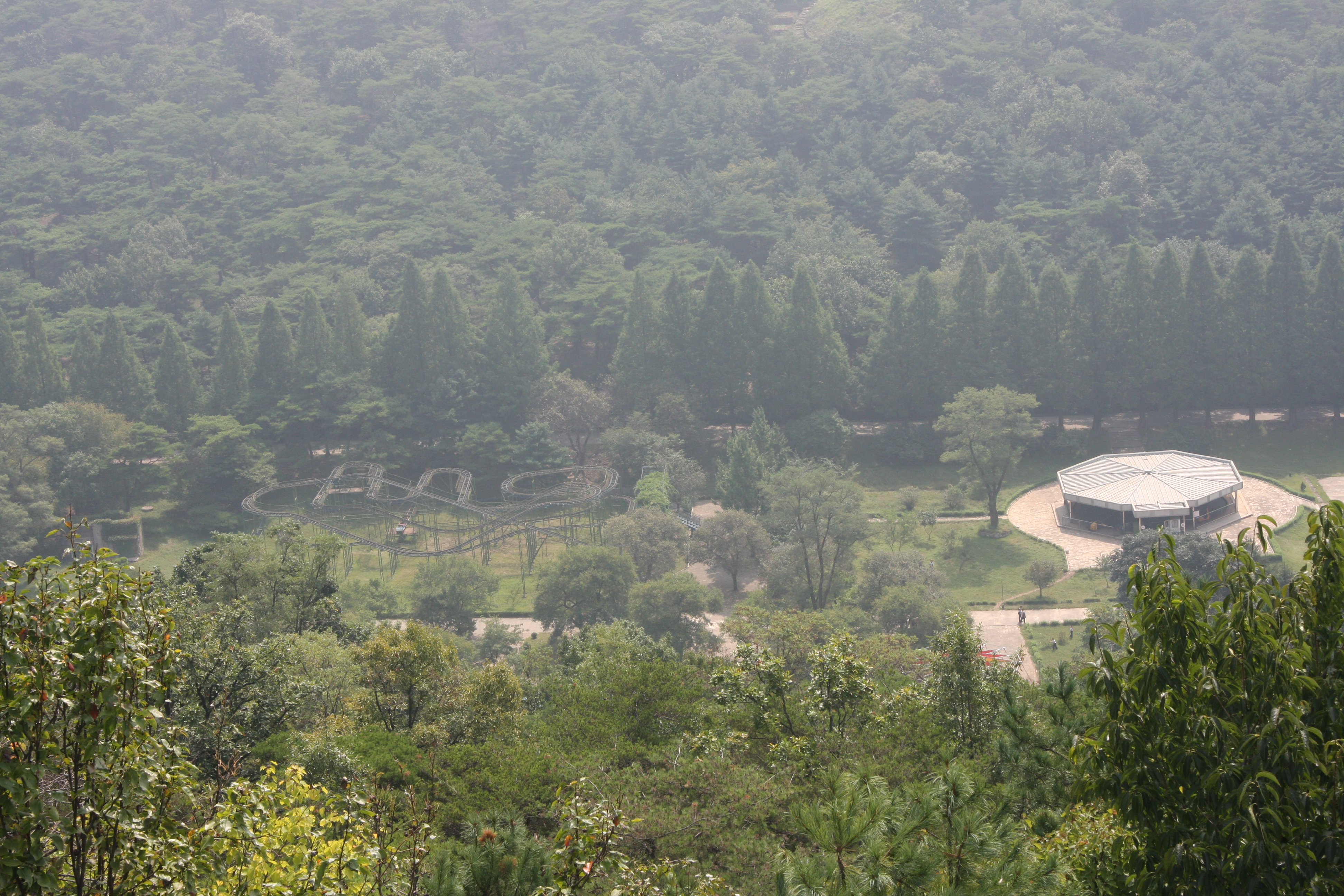
Een overzicht van het traject van de achtbaan Kwansong Tancha.